# Fiat B.R.G.
Il Fiat B.R.G. fu un bombardiere trimotore, monoplano ad ala alta, sviluppato dall'azienda aeronautica italiana Fiat Aviazione nei primi anni trenta e rimasto allo stadio di prototipo.

## Storia del progetto
Alla fine degli anni venti, la Fiat Aviazione pensò di potersi proporre come fornitore dell'aeronautica militare anche per i velivoli più pesanti, fino ad allora un successo commerciale della concorrente Aeronautica Caproni. Si volle quindi cimentare nella costruzione di un velivolo da bombardamento pesante che nelle intenzioni dell'azienda voleva essere proposto al Ministero dell'aeronautica come possibile fornitura ai reparti della Regia Aeronautica.
Affidato alla fine del decennio alla progettazione di Celestino Rosatelli, già capo progettista dell'azienda, il velivolo era caratterizzato dalle notevoli dimensioni per gli standard dell'epoca, tanto da meritarsi la denominazione B.R.G, acronimo di "Bombardiere Rosatelli Gigante". Il prototipo venne realizzato negli stabilimenti di Torino e portato in volo per la prima volta il 28 luglio 1930.

## Tecnica
Il B.R.G. era un monoplano trimotore caratterizzato dall'aspetto massiccio per l'epoca. La fusoliera era realizzata con l'uso di due lunghe lastre metalliche poste sui fianchi e dotata di una cabina di pilotaggio chiusa a scalino sulla parte superiore-anteriore della struttura. Questa integrava i posti anteriore, per il pilota, e posteriore, per l'osservatore/puntatore. Posteriormente terminava in una coda dall'impennaggio tradizionale mododeriva e dai piani orizzontali controventati. L'ala era montata alta e collegata alla fusoliera tramite una serie di montanti metallici che facevano da supporto anche ai due motori laterali. Il carrello d'atterraggio era un triciclo classico, fisso, dotato anteriormente di ruote di grande diametro ed integrato posteriormente da un pattino d'appoggio, anch'esso collegato alla fusoliera con una piccola struttura tubolare. La propulsione era affidata a tre motori 12 cilindri a V di 60° raffreddati ad acqua, un Fiat A.24R da 720 CV (537 kW), caratterizzato da un riduttore di velocità interposto al mozzo dell'elica, montato sul muso, in posizione centrale, più altri 2 Fiat A.24 da 700 CV (522 kW), versione precedente a presa diretta dell'A.24R, collocati in due gondole sulla struttura sui fianchi della fusoliera, tutti abbinati ad eliche bipala a passo fisso.
L'armamento difensivo era affidato a 4 mitragliatrici da 7,7 mm posizionate nella parte posteriore della cabina di pilotaggio ed in un tunnel ventrale, mentre quello offensivo consisteva in un carico bellico fino a 2 000 kg di bombe.

## Impiego operativo
Dopo le valutazioni effettuate nel 1931 il prototipo del B.R.G. venne assegnato alla 62ª Squadriglia SPB, un reparto sperimentale di bombardamento pesante della Regia Aeronautica.

## Utilizzatori
Italia
- Regia Aeronautica

### Pubblicazioni
- Gregory Alegi, I bombardieri sperimentali a Grande Autonomia, in Aeronautica, Nr.12, Roma, Associazione Arma Aeronautica (AAA), dicembre 2009 (Anno LIV), ISSN 0391-7630 (WC · ACNP).